# Freraea gagatea
Freraea gagatea là một loài ruồi trong họ Tachinidae.